# Tœufles
Tœufles és un municipi francès situat al departament del Somme i a la regió dels Alts de França. L'any 2007 tenia 284 habitants.

## Demografia

### Població

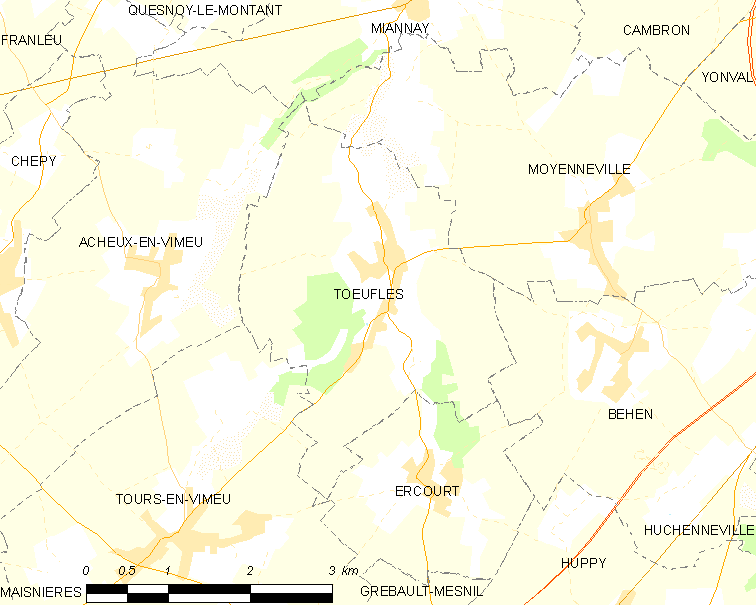

El 2007 la població de fet de Tœufles era de 284 persones. Hi havia 113 famílies de les quals 32 eren unipersonals (12 homes vivint sols i 20 dones vivint soles), 41 parelles sense fills, 32 parelles amb fills i 8 famílies monoparentals amb fills.
La població ha evolucionat segons el següent gràfic:
Habitants censats

### Habitatges
El 2007 hi havia 151 habitatges, 125 eren l'habitatge principal de la família, 17 eren segones residències i 10 estaven desocupats. 150 eren cases i 1 era un apartament. Dels 125 habitatges principals, 107 estaven ocupats pels seus propietaris i 17 estaven llogats i ocupats pels llogaters; 2 tenien dues cambres, 12 en tenien tres, 39 en tenien quatre i 71 en tenien cinc o més. 95 habitatges disposaven pel capbaix d'una plaça de pàrquing. A 51 habitatges hi havia un automòbil i a 55 n'hi havia dos o més.

### Piràmide de població

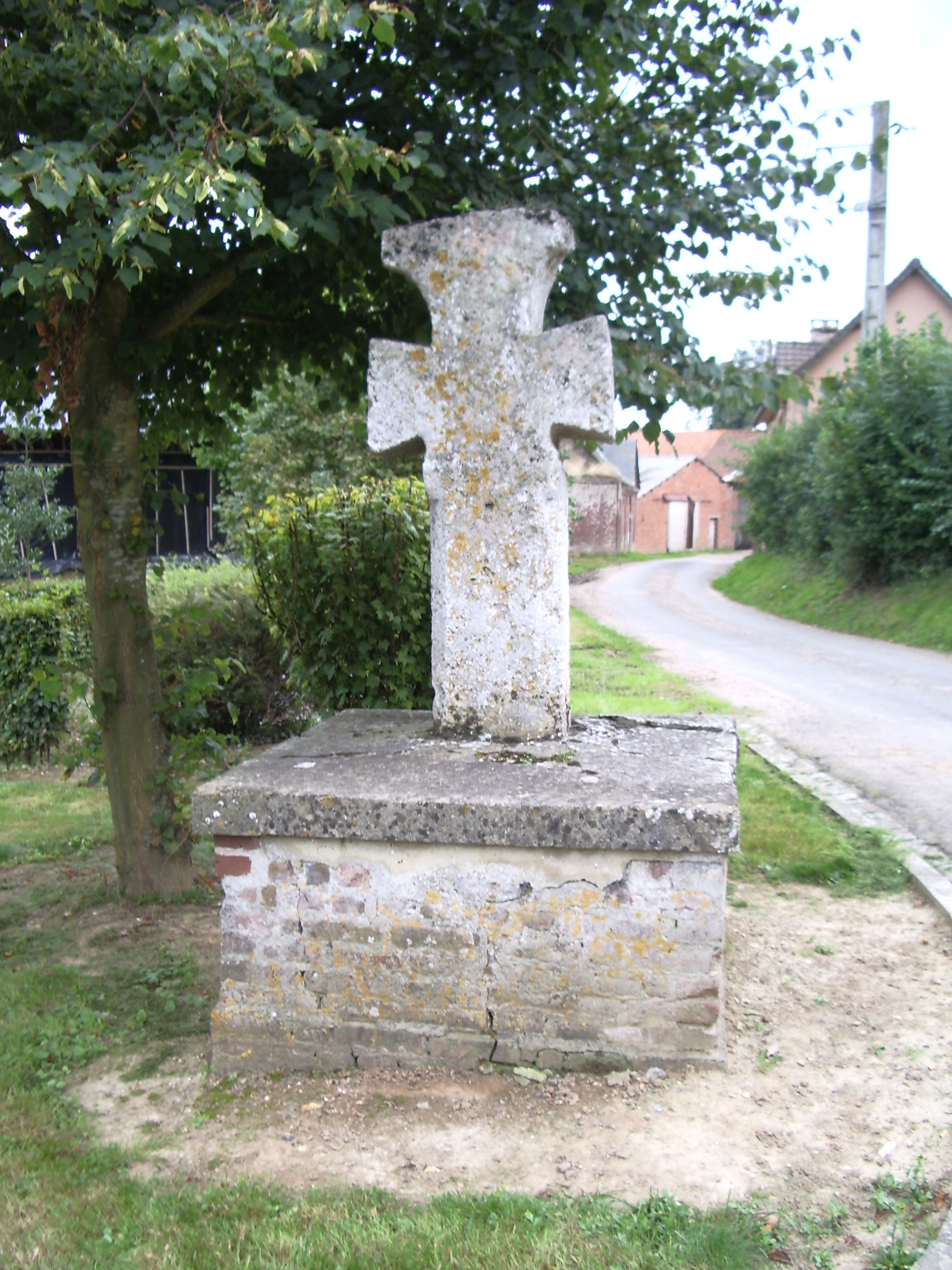

La piràmide de població per edats i sexe el 2009 era:
| Homes | Edats   | Dones |
| ----- | ------- | ----- |
| 0     | 95 o +  | 0     |
| 0     | 90 a 94 | 0     |
| 0     | 85 a 89 | 0     |
| 4     | 80 a 84 | 4     |
| 0     | 75 a 79 | 8     |
| 4     | 70 a 74 | 0     |
| 12    | 65 a 69 | 12    |
| 8     | 60 a 64 | 8     |
| 8     | 55 a 59 | 4     |
| 12    | 50 a 54 | 12    |
| 8     | 45 a 49 | 12    |
| 24    | 40 a 44 | 16    |
| 16    | 35 a 39 | 8     |
| 20    | 30 a 34 | 8     |
| 0     | 25 a 29 | 16    |
| 0     | 20 a 24 | 4     |
| 8     | 15 a 19 | 8     |
| 12    | 10 a 14 | 12    |
| 20    | 5 a 9   | 8     |
| 8     | 0 a 4   | 0     |

## Economia
El 2007 la població en edat de treballar era de 197 persones, 152 eren actives i 45 eren inactives. De les 152 persones actives 137 estaven ocupades (80 homes i 57 dones) i 15 estaven aturades (5 homes i 10 dones). De les 45 persones inactives 13 estaven jubilades, 14 estaven estudiant i 18 estaven classificades com a «altres inactius».

### Ingressos
El 2009 a Tœufles hi havia 126 unitats fiscals que integraven 299 persones, la mediana anual d'ingressos fiscals per persona era de 16.761 €.

### Activitats econòmiques
Dels 9 establiments que hi havia el 2007, 1 era d'una empresa de fabricació d'altres productes industrials, 2 d'empreses de construcció, 1 d'una empresa d'informació i comunicació, 2 d'empreses immobiliàries, 1 d'una empresa de serveis i 2 d'empreses classificades com a «altres activitats de serveis».
Dels 3 establiments de servei als particulars que hi havia el 2009, 1 era una funerària, 1 lampisteria i 1 electricista.
L'any 2000 a Tœufles hi havia 19 explotacions agrícoles que ocupaven un total de 544 hectàrees.

## Equipaments sanitaris i escolars
El 2009 hi havia una escola elemental integrada dins d'un grup escolar amb les comunes properes formant una escola dispersa.

## Poblacions més properes
El següent diagrama mostra les poblacions més properes.